# Gib Ford
Gilbert Ford, (nacido el 14 de septiembre de 1931 en Tulia, Texas) fue un jugador de baloncesto estadounidense. Con 1.93 de estatura, su puesto natural en la cancha era el de alero. Fue campeón olímpico con Estados Unidos en los Juegos Olímpicos de Melbourne 1956.